# Richard Coakley
Richard Coakley (ur. 30 maja 1983 w Corcaigh) – irlandzki wioślarz.

## Osiągnięcia
- Mistrzostwa Świata U-23 – Amsterdam 2005 – jedynka wagi lekkiej – 6. miejsce[1].
- Mistrzostwa Świata – Gifu 2005 – dwójka bez sternika wagi lekkiej – 12. miejsce[1].
- Mistrzostwa Świata – Eton 2006 – dwójka podwójna wagi lekkiej – 21. miejsce[1].
- Mistrzostwa Świata – Linz 2008 – dwójka bez sternika wagi lekkiej – 9. miejsce[1].
- Igrzyska Olimpijskie – Pekin 2008 – czwórka bez sternika wagi lekkiej – 10. miejsce[1].